# Rudolf Ludloff (Architekt)
Rudolf Friedrich Selmar Ludloff (* 12. Februar 1868 in Mönchröden bei Coburg; † nach 1910) war ein deutscher Architekt und Bildhauer.

## Leben
Ludloff war der Sohn von Otto Ludloff. Er ging, nun wohnhaft in Billmuthausen, von 1880 an auf das herzögliche Gymnasium Georgianum zu Hildburghausen.
Nach seiner Ausbildung zum Architekten siedelte er nach München über.
Er war verheiratet und hatte ein Kind. Der Bruder seiner Frau war mit Rudolf Ludloffs Schwester Johanna verheiratet.

## Werke

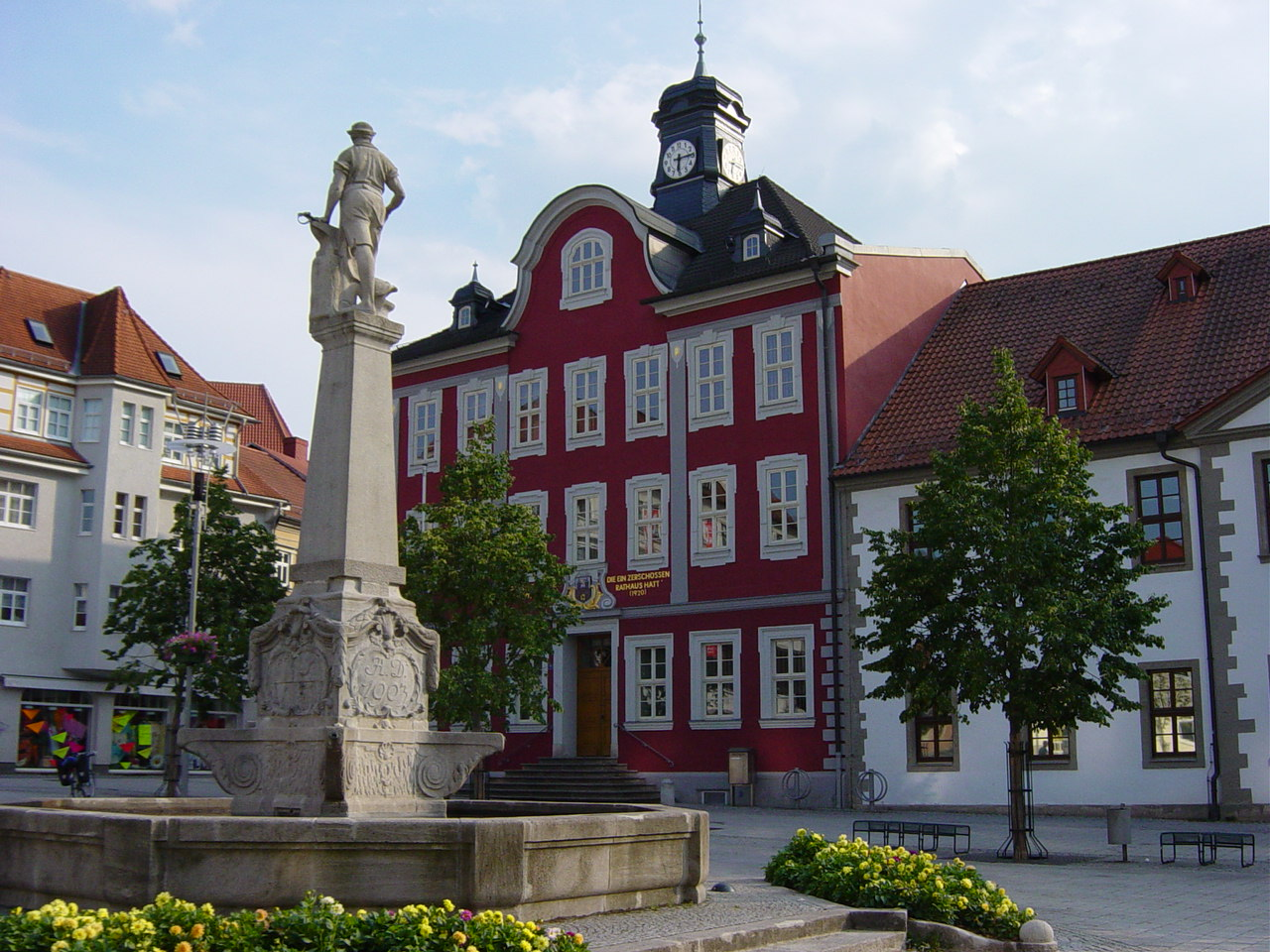
Waffenschmiedbrunnen und Rathaus auf dem Suhler Marktplatz

1903 reichte er die Bewerbung für den Bau eines Realgymnasiums in Koblenz ein, der Entwurf wurde aufgekauft (Einschätzung der Jury: „Viel Licht und schlicht“), aber nicht realisiert.
1906 bewarb er sich für die Erstellung eines Monumentalbrunnens mit einem Standbilde von Bismarcks in Arnstadt, sein Entwurf wurde nicht realisiert.
1906 folgte die Bewerbung für den Bau des Progymnasiums in Pasing, geteilter erster Platz, sein Entwurf wurde nicht realisiert.

### Realisierte Bauvorhaben
- 1900: Wohn- und Geschäftshaus mit Nebengebäude in Suhl, Steinweg 20 (siehe auch: Liste der Kulturdenkmale in Suhl)
- 1902/1903: Umbau des Rathauses in Suhl, Marktplatz 1 (siehe auch: Liste der Kulturdenkmale in Suhl)
- 1903 (gemeinsam mit Bildhauer Georg Ringel): Waffenschmiedbrunnen auf dem Marktplatz von Suhl[6]
- 1906: Lauterschule in Suhl[6]
- 1907: Restaurant am Hammerteich in Giersdorf im Riesengebirge[7]